# Orlando Sirola
Orlando Sirola (Fiume, 30 aprile 1928 – Bologna, 13 novembre 1995) è stato un tennista italiano, dieci volte campione italiano assoluto in doppio con Nicola Pietrangeli (dal 1955 al 1960 e dal 1962 al 1965) e due volte nel doppio misto, nel 1956 con Nicla Migliori e nel 1959 con Silvana Lazzarino. È stato finalista, nel singolare, ai Campionati italiani assoluti nel 1957 (sconfitta al quinto set con Beppe Merlo) e nel 1959 (da Pietrangeli in tre set). Tra il 1969 e il 1971 è stato capitano non giocatore della nazionale di Davis.
Nel 1960 e nel 1961, sia come singolarista che nel doppio, ha fatto parte della squadra italiana di coppa Davis che raggiunse la finale del torneo per poi perdere in Australia (1-4 e 0-5). A lui si deve la conquista del punto decisivo, contro lo statunitense Barry MacKay, che consentì all'Italia di rompere una tradizione che, dal 1937, vedeva finaliste esclusivamente Australia e Stati Uniti. Come giocatore di singolare della nazionale in coppa Davis, nel periodo 1953-1963, Sirola vinse 22 match perdendone 23, e s'impose in 35 incontri di doppio uscendo sconfitto in 8. Con Pietrangeli ha formato il doppio maschile più vincente in coppa Davis, competizione nella quale il duo detiene tuttora il record mondiale di presenze (42) e di vittorie (34).
Da singolarista, Sirola ha raggiunto la semifinale del Roland Garros nel 1960 e gli ottavi di finale nel 1958. In tale torneo è stato testa di serie n. 10 nel 1958, n. 12 nel 1959 e n. 14 nel 1961. Al torneo di Wimbledon raggiunse gli ottavi di finale nel 1959 e nel 1962. Agli Internazionali d'Italia è giunto tre volte ai quarti di finale (1954, 1958 e 1960).
Il doppio Pietrangeli-Sirola ha inoltre vinto al Roland Garros nel 1959 e ha raggiunto la finale di Wimbledon nel 1956. A tali risultati si aggiunge la medaglia di bronzo ai Giochi del Mediterraneo 1963.
Nel doppio misto, in coppia con Lea Pericoli, ha raggiunto i quarti di finale a Wimbledon, nel 1955.
Sirola non diventò mai professionista.

## Biografia
Rimasto presto orfano di madre, Sirola crebbe in una famiglia di modeste condizioni. Si avvicinò al tennis circa decenne prima come raccattapalle e poi giocando nel circolo cittadino. Dopo l'8 settembre 1943 suo fratello Sleven fu deportato nel lager di Dachau, dove morì nel 1944. Orlando fu arrestato durante un rastrellamento degli italiani ritenuti pericolosi e detenuto per sei mesi dalla polizia iugoslava.
Alla fine della guerra, dopo aver concluso gli studi di ragioneria, si dedicò temporaneamente alla pallacanestro, essendovi portato grazie all'alta statura. Fu anche selezionato per partecipare a uno stage a Sanremo con i più promettenti giovani della pallacanestro italiana. Con il passaggio di Fiume e di gran parte della Venezia Giulia alla Jugoslavia, la famiglia Sirola lasciò la città. Dopo un periodo nel Campo profughi di Latina, nel 1951 Sirola e suo padre si trasferirono a Milano.

### Carriera da giocatore
(Nicola Pietrangeli)
Alla fine del 1951, a Milano, Sirola entra in contatto con il maestro Valentino Taroni e con il giocatore Gianni Clerici, che fu il suo primo compagno di doppio. Tornato a dedicarsi al tennis, l'anno successivo vince il torneo di Bordighera, battendo Michele Pirro in due set.
Nel 1953 esordisce vittoriosamente in Coppa Davis contro l'Olanda, nel doppio in coppia con Marcello Del Bello. In semifinale europea contro la Svezia, perde giocando nel singolare contro Sven Davidson e l'Italia è eliminata.
Nel 1954, in coppia con Nicla Migliori vince il doppio misto al Torneo internazionale di Mentone. Giunge ai quarti di finale agli Internazionali d'Italia. In Coppa Davis si aggiudica entrambi gli incontri di singolare contro la Spagna, mentre nella seminale europea contro la Svezia perde contro Lennart Bergelin . In Coppa del Re, è schierato per la prima volta con Nicola Pietrangeli. Nasce così un doppio che durerà un decennio, sino al ritiro del tennista fiumano.
Il doppio Pietrangeli-Sirola esordisce vittoriosamente in Coppa Davis nel 1955, contro la Germania. Vincono il Torneo di Messina battendo in finale Fausto Gardini e Antonio Maggi. Raggiungono la finale sia al Torneo di Napoli (sconfitta contro gli australiani Mervyn Rose e Warren Woodkock) sia agli Internazionali d'Italia (sconfitta in quattro set da Arthur Larsen ed Enrique Morea. A Parigi, il duo giunge in finale, primo doppio italiano nella storia. Pietrangeli-Sirola cedono solo al quarto set ai campioni uscenti Trabert e Vic Seixas. A Wimbledon, in coppia con Lea Pericoli, Sirola raggiunge i quarti di finale nel doppio misto. In Coppa Davis il ruolino dell’Italia è entusiasmante. Il doppio Pietrangeli-Sirola vince contro la Germania, la Danimarca e la Gran Bretagna. In questa occasione Sirola è schierato anche in singolare, a risultato acquisito, vincendo contro Roger Becker in tre set. Nuova vittoria in doppio con Pietrangeli nella finale europea contro la Svezia ma, a risultato acquisito, Sirola si fa battere da Sven Davidson. Proibitiva, invece, è la finale interzone contro l'Australia, a Filadelfia, in agosto. Il doppio si arrende a Hartwig-Hoad, campioni uscenti di Wimbledon, e nulla può Sirola in singolare contro il fuoriclasse Rosewall . Conclude però l’anno vincendo il primo titolo assoluto nel doppio, con Pietrangeli; un’impresa che si ripeterà ben dieci volte in undici edizioni.
Il 1956 si apre con altre finali raggiunte dal doppio Pietrangeli-Sirola: a Palermo contro Stewart-Segal e a Roma, contro Jaroslav Drobný e Lew Hoad. Giungono in finale anche a Viareggio e a Ortisei. A Palermo, a Napoli e al torneo di Genova, Sirola si aggiudica il doppio misto, in coppia con la statunitense Althea Gibson. Pietrangeli e Sirola compiono l'impresa, tuttora unica per un doppio italiano, di giungere in finale al torneo di Wimbledon, dove nulla possono contro i fuoriclasse Lew Hoad e Ken Rosewall . In Coppa Davis, Sirola è schierato in doppio con Pietrangeli e vince con la Polonia, con la Danimarca, con la Francia e nella finale europea in Svezia. Vince anche in singolare contro Johansson. Nella semifinale interzone contro gli Stati Uniti, sull'erba di Forest Hills, Sirola è titolare anche nel singolare, ma è sconfitto sia da Vic Seixas che da Sam Giammalva. Anche il doppio Pietrangeli-Sirola è sconfitto contro Seixas e Richardson e l'Italia perde la chance di andare avanti nel torneo. I due confermano tuttavia il titolo assoluto nel doppio. L’anno si conclude, per Sirola, con la vittoria nel torneo di Montevideo battendo nuovamente Sven Davidson.
Nel 1957 Sirola vince il Torneo di Napoli battendo il forte cileno Luis Ayala per 4-6, 6-4, 7-5, 3-6, 6-3. Giunge per la terza volta consecutiva in finale di doppio agli Internazionali d’Italia con Pietrangeli, ma i due cedono in quattro set agli australiani Fraser-Hoad. A Wimbledon Pietrangeli e Sirola sono testa di serie n. 4; battono gli australiani Roy Emerson e Bob Mark nei quarti di finale ma cedono nuovamente a Lew Hoad e Neale Fraser in semifinale. Raggiungono la finale degli Internazionali di Germania contro gli australiani Candy-Rose. In Coppa Davis il doppio italiano ottiene solo vittorie, contro Paesi Bassi, Polonia, gli irriducibili svedesi e il Belgio che, però, ci elimina per i risultati negativi dei singolaristi. Contro i Paesi Bassi, Sirola fa la sua apparizione anche nel singolare, vincendo a risultato acquisito. Nel finale di stagione si toglie lo sfizio di vincere il Torneo di Viareggio a spese di Pietrangeli e batte ancora il suo compagno di doppio nella semifinale degli "assoluti". Perde in finale da Beppe Merlo. Non c’è storia nel torneo di doppio che Pietrangeli e Sirola si aggiudicano per il terzo anno consecutivo.
Nel 1958 Pietrangeli e Sirola vincono sia gli Internazionali di Sicilia che il Campionato partenopeo, in entrambi i casi battendo Rose-Woodkock. Sirola giunge ai quarti di finale nel singolare agli Internazionali d’Italia. Al Roland Garros è testa di serie n. 10 e arriva agli ottavi di finale, dove perde dal belga Jacques Brichant. A Wimbledon, il doppio Pietrangeli-Sirola non è testa di serie ma batte la coppia australiana Emerson-Mark per poi cedere in semifinale agli svedesi Sven Davidson e Ulf Schmidt, che poi vinceranno il torneo. Sirola vince il Torneo internazionale di Atene e quello di Monaco di Baviera, battendo rispettivamente due ottimi tennisti come lo svedese Davidson e il cileno Ayala. In Coppa Davis Sirola è titolare anche nel singolare. L'Italia supera l'India, per 3-2 (vittoria di Sirola, il primo giorno contro Ramanathan Krishnan e punto decisivo in un tiratissimo incontro di doppio in cinque set contro Krishnan-Kumar. A risultato acquisito si fa battere in singolare da Kumar. Solita vittoria per 5-0 in Danimarca, nei quarti di finale (tre punti conquistati da Sirola). A Varsavia, contro la Polonia, Sirola vince entrambi i singolari e il doppio. Nella finale europea, contro la Gran Bretagna, in Italia, Sirola è decisivo vincendo entrambi i singolari e un tiratissimo incontro di doppio, vinto al quinto set contro Davies-Knight. Facile è la vittoria (5-0) nella semifinale interzone, contro le Filippine (vittoria di Sirola nella giornata di apertura e nel doppio) ma la finale, contro gli Stati Uniti, si rivela una débacle (0-5): Sirola perde contro Hamilton Richardson e Alex Olmedo e anche per il doppio Pietrangeli-Sirola non c'è nulla da fare contro Olmedo-Richardson. Agli "assoluti", Sirola perde in finale contro Pietrangeli che conquista per la prima volta il titolo di campione italiano nel singolare. I due si aggiudicano ancora una volta il titolo del doppio.
L'anno successivo Sirola non ottiene grandi soddisfazioni da singolarista nei vari tornei. Vince però il torneo di doppio misto a Napoli in coppia con la sudafricana Renee Schuurman. Sfortunata sembra anche la competizione per il doppio Pietrangeli-Sirola che perdono in finale dai fortissimi Roy Emerson e Neale Fraser sia a Palermo che a Napoli, sia agli Internazionali d’Italia. Si rifanno con gli interessi, però, battendo il doppio australiano al Roland Garros (6-3, 6-2, 14-12) e aggiudicandosi, unici italiani a tutt'oggi (2021), gli Internazionali di Francia. Per quanto riguarda tutti gli altri tornei del Grand Slam si dovrà attendere il successo di Fognini-Bolelli negli Australian Open del 2015. Nel singolare Sirola è testa di serie n. 12 e raggiunge il terzo turno. A Wimbledon Pietrangeli-Sirola (testa di serie n. 2) si fanno battere dagli australiani Rod Laver e Bob Mark, giungendo almeno in semifinale per il quarto anno consecutivo. Nel singolare Sirola giunge agli ottavi di finale. In Coppa Davis, Sirola è nuovamente titolare anche nel singolare. L'Italia si prende la rivincita sul Belgio, grazie alla vittoria del doppio Pietrangeli-Sirola su Brichant-Washer (6-2, 6-3, 6-4). Sirola vince il primo incontro poi, a risultato acquisito, perde con Brichant. Ai quarti di finale è superato anche il Sudafrica 4-1 (Sirola batte Vermaak poi, a risultato acquisito, perde da Abe Segal), la Francia e la Spagna. Sirola vince i due singolari di apertura e poi giungono le scontate vittorie nel doppio. Purtroppo, nella semifinale interzone, l’ostacolo australiano è ancora una volta insormontabile: Sirola nulla può contro Laver e Fraser, così come in doppio contro Fraser-Emerson (1-4 il risultato finale) . Agli "assoluti", Sirola giunge in finale del singolare ma il titolo va a Pietrangeli. In compenso non c'è storia nel doppio, che i due vincono per la quinta volta consecutiva, e Sirola si aggiudica per la seconda volta il titolo del doppio misto, in coppia con Silvana Lazzarino.
L'anno olimpico 1960 inizia bene per il doppio Pietrangeli-Sirola che si aggiudica il torneo di Palermo su Robert Howe e Abe Segal. Agli Internazionali d'Italia Pietrangeli e Sirola giungono in finale con gli immancabili Roy Emerson e Neale Fraser e, anche se solo per la statistica e a pari merito, si aggiudicano il trofeo. L'incontro, infatti, è sospeso sul risultato di 3-6, 7-5, 2-6, 11-11 e non sarà più ripreso. È comunque l'unica volta che un doppio interamente formato da giocatori italiani (anche se uno nato a Tunisi; l'altro a Fiume) termina senza sconfitte gli Internazionali d'Italia. Nel singolare Sirola giunge ai quarti di finale, dove è sconfitto dal cileno Luis Ayala. Agli Internazionali di Francia Sirola non è testa di serie ma compie l’impresa di raggiungere la semifinale nel torneo di singolare. Batte uno dopo l'altro il danese Ulrich, il grande Roy Emerson, l'idolo di casa Pierre Darmon, lo statunitense Barry MacKay fresco vincitore al Foro Italico, ma trova nuovamente un insormontabile ostacolo in Luis Ayala. Il torneo è vinto da Pietrangeli e, per poco, non avremmo avuto una finale tutta italiana al Roland Garros. Nel doppio, Pietrangeli-Sirola sono testa di serie n. 4 ma perdono al secondo turno dallo statunitense Dennis Ralston e dal messicano Rafael Osuna, che poi vincono il torneo. In Ottobre Pietrangeli-Sirola vincono per la seconda volta il Torneo Internazionale di Messina. Entusiasmante il ruolo di marcia dell'Italia in Coppa Davis. A Budapest, è superata 3-2 l'Ungheria e a Torino il Cile, con il punto decisivo di Sirola nell'ultimo dei cinque match. Netta la vittoria sulla Gran Bretagna, sull'erba di Wimbledon per 4-1 (vittoria di Sirola in apertura su Davies e poi nel doppio). La finale della zona europea, in trasferta a Båstad, vede l'Italia nuovamente vincitrice per 3-2 sulla Svezia, con Sirola che conquista il punto decisivo contro Ulf Schmidt, dopo aver contribuito alla vittoria sul doppio Lundquist-Schmidt. Si giunge così alla finale interzone, che si gioca sull'erba di Perth (Australia), contro gli Stati Uniti. Il primo giorno vede gli Stati Uniti condurre per 2-0, con vittorie di Buchholz su Sirola e di MacKay su Pietrangeli (13-11 al quinto set). Nel doppio non c'è nulla da fare per gli statunitensi Buchholz e McKinley contro i nostri Pietrangeli-Sirola (vittoria 13-11 al quarto set). Nell'ultima giornata, Pietrangeli batte Buchholz in cinque tirati set ma il punto decisivo lo ottiene Orlando Sirola, che batte il n. 1 USA Barry MacKay in tre set (9-7, 6-3, 8-6). Per la prima volta nella storia, l'Italia accede alla finalissima di Coppa Davis, contro l'Australia, ed è dal 1937 che tale sfida non è disputata tra Australia e Stati Uniti. Fa sperare la vittoria di Pietrangeli-Sirola nel Victorian Champioships di Melbourne contro il doppio Emerson-Fraser. Ma sull'erba di Sydney per l'Italia non c’è nulla da fare. Sirola perde entrambi i singolari e, stavolta, la rodata coppia australiana Emerson-Fraser non si fa superare. 4-1 il risultato finale per i campioni uscenti. La stagione si conclude, per Sirola, vincendo per l'ennesima volta il titolo di Campione d'Italia con il doppio, in coppia con Pietrangeli.
Il 1961, per il doppio Pietrangeli-Sirola, si apre con le sconfitte in finale, sia a Napoli che agli Internazionali d’Italia (disputatisi a Torino) nuovamente dagli australiani Emerson-Fraser. Al Roland Garros Sirola è testa di serie n. 14 ma è eliminato al terzo turno da Barry Phillips-Moore. Di rientro da Wimbledon (dove raggiunge il terzo turno) gli viene riscontrato un trauma al gomito destro e prescritto riposo e roentgenterapia. L'infortunio si riflette anche sulla sua partecipazione in Coppa Davis dove ha giocato da singolarista nei primi due turni contro il Belgio (vittoria in apertura e nel doppio; sconfitta a risultato acquisito) e contro la Germania (vittoria nel doppio e due sconfitte nel singolare). La Commissione tecnica decide di esonerarlo dal giocare i match in singolare ma nel doppio è ritenuto indispensabile. Gioca quindi il doppio con Pietrangeli vincendo sia in semifinale contro la Francia, sia nella finale europea contro la Svezia. Si giunge così alla finale interzone, al Foro Italico, contro gli Stati Uniti che si presentano con una squadra di rincalzi. Pietrangeli-Sirola battono Dell e Reed in quattro set e l'Italia vince 4-1. Si giunge così alla finalissima, per la seconda volta nella storia del tennis italiano. Ma la si gioca ancora in Australia, a Melbourne dove, in casa e sulla superficie preferita, gli australiani Laver ed Emerson e il doppio Emerson-Fraser sembrano imbattibili. La commissione tecnica mette in campo Sirola anche nel singolare, ritenendolo il più "erbivoro" dei nostri tennisti. È la sua ultima apparizione in singolare e non contribuisce a limitare la disfatta (0-5) . Agli "assoluti" accade l'impensabile, cioè la clamorosa sconfitta del doppio Pietrangeli-Sirola dai comprimari Michele Pirro e Sergio Jacobini.
Nel marzo del 1962 Sirola dichiara l'abbandono dell'attività agonistica a fine anno e che nel corso dell'attuale stagione avrebbe giocato esclusivamente il doppio al fianco di Pietrangeli ed esclusivamente nelle grandi manifestazioni come la Davis, gli Internazionali d'Italia, di Francia e di Wimbledon. La Federazione lo "premia" affidandogli la cura del settore giovanile. Da singolarista fa comunque ancora delle apparizioni più che notevoli, giungendo al terzo turno agli Internazionali d’Italia – dove cede di fronte all'australiano Martin Mulligan – così come al torneo di Wimbledon. Qui si colloca tra i primi sedici al mondo sulla superficie erbosa, perdendo soltanto negli ottavi di finale da un campione come Neale Fraser. In Coppa Davis Pietrangeli-Sirola battono i rappresentanti della Russia, dell'Ungheria – anche se solo al quinto set – e della Gran Bretagna. Nella finale europea contro la Svezia, tuttavia, sono sconfitti 9-7 al quinto set da Lundquist e Schmidt. È la prima sconfitta dopo 27 vittorie consecutive contro avversari europei in Coppa Davis dalla formazione della coppia (1955) che perde un'imbattibilità in campo continentale durata sette anni. Magra consolazione il ritorno alla vittoria, nel doppio, ai campionati assoluti.
Nel 1963 Sirola fa un'unica apparizione da singolarista, al Torneo di Wimbledon, dove è eliminato al secondo turno dalla testa di serie n. 1 Roy Emerson. In Coppa Davis una nuova delusione. Per la prima volta dal 1936 l'Italia è eliminata al primo turno dalla Spagna per 4-1. Pietrangeli-Sirola perdono da Manuel Santana e José Luis Arilla in tre soli set. È l'ultima apparizione di Sirola nella manifestazione. I due, tuttavia, vincono la medaglia di bronzo ai Giochi del Mediterraneo 1963 e si aggiudicano per l'ottava volta il titolo del doppio ai Campionati assoluti, superando il record della mitica coppia Gianni Cucelli-Marcello Del Bello. Convinto da Pietrangeli, Sirola gioca ancora in doppio sia nell’edizione 1964 che in quella del 1965 degli "assoluti", raggiungendo, con il compagno di sempre, il record di dieci titoli nazionali in undici edizioni dei campionati. Poi, a trentasette anni, appende definitivamente la racchetta al chiodo.

### Capitano non giocatore della squadra italiana di Coppa Davis
Tra il 1969 e il 1971 Sirola è capitano non giocatore della nazionale di Davis. Trova un ambiente nuovamente stravolto dalle polemiche con un'unica direttiva: non utilizzare più Martin Mulligan, l'australiano naturalizzato italiano l'anno prima, considerato responsabile dell'ultima eliminazione della squadra.
Sirola punta allora sui giovani, soprattutto per quanto riguarda la composizione del doppio che ritiene ormai improponibile per il trentacinquenne Pietrangeli. L'italo-tunisino non osa opporsi al suo amico di sempre. Contro il Belgio, Sirola mette in campo il doppio Crotta-Marzano, che va incontro alla sconfitta. Fortunatamente Pietrangeli si aggiudica entrambi i singolari ed altri due punti vengono dal singolarista n. 2 Eugenio Castigliano. Nei quarti di finale, gli azzurri rifilano un "cappotto" all'Austria (5-0), comprensivo della vittoria in doppio dei due giovani. La semifinale con l'Unione Sovietica, a Mosca, purtroppo, si rivela un disastro. L'Italia perde 5-0 e anche Crotta-Marzano sono sconfitti per tre set a zero.
Nel 1970 Sirola prosegue nella sua scelta di far fare esperienza ai giovani. Gli va dato atto per questo motivo di aver lanciato in Coppa Davis prima Adriano Panatta e poi Tonino Zugarelli. Al primo turno, contro la Cecoslovacchia, Sirola mette in campo Panatta e Di Domenico. Pietrangeli, per la prima volta dal 1954, non è convocato per giocare ma l'Italia è eliminata. Panatta batte in apertura il n. 2 avversario Kukal e, con la vittoria del doppio Panatta-Di Domenico, l'Italia si porta in vantaggio. Purtroppo nel match decisivo, Di Domenico si fa battere al quinto set per 9-7 da Kukal e l’Italia è nuovamente eliminata.
L'anno successivo, nei quarti di finale disputati sulla terra rossa di Zagabria, l'Italia si trova di fronte la Jugoslavia. Pietrangeli convince Sirola di farlo giocare ma è completamente fuori allenamento. Il n. 1 avversario, Željko Franulović, lo distrugge in tre set. Contro Boro Jovanović, Panatta protesta contro i giudici per alcuni presunti "falli di piede" del suo avversario; poi si mette a polemizzare con il pubblico ostile e l'incontro è sospeso. Sirola non lo assiste. Il giorno dopo Panatta perde malamente. Più tardi, in coppia con Di Domenico e nuovamente in polemica con il pubblico, perde anche il doppio. Gli ultimi due ininfluenti incontri, a risultato acquisito a favore della Jugoslavia, sono vinti da un commovente Pietrangeli e dall'esordiente Tonino Zugarelli. Al ritorno in Italia, Sirola chiede ed ottiene la squalifica di Panatta "per il comportamento che ne ha pregiudicato il rendimento, recando danno alla difesa dei colori nazionali". Il caso finisce a "La Domenica Sportiva" che prende le difese del tennista. A fine anno Sirola lascia la panchina di capitano non giocatore della Nazionale.

### Caratteristiche tecniche
Aveva fama di tennista di grande pigrizia. Nei tornei, secondo Pietrangeli, carburava solo a partire dalle semifinali, per poi rendere meglio del suo compagno di doppio. Alto quasi 2 metri, aveva colpi potenti che gli permettevano di attuare un buon gioco di attacco, affidandosi ai colpi di volo sotto rete. Il suo difetto era la non grande velocità negli spostamenti laterali. Scrive di lui Gianni Clericiː «Il suo talento naturale era enorme e, sebbene le illazioni, nel tennis, siano sempre azzardate, credo che quella specie di campanile avrebbe potuto diventare un altro Tilden, mettendosi al lavoro. Il rovescio, purtroppo, non riuscì mai a competere con uno stupendo diritto eastern, e con un servizio ancor più sciolto e violento.».

## Statistiche

### Singolare[17]

#### Vittorie (9)
| No. | Anno | Torneo                                          | Superficie  | Avversario in finale | Punteggio                |
| 1.  | 1952 | Torneo di Bordighera, Bordighera                | Terra rossa | Michele Pirro        | 6-2, 8-6                 |
| 2.  | 1954 | Torneo Internazionale di Bielefeld, Bielefeld   | Terra rossa | Butch Buchholz       | 12-10, 3-6, 6-2, 6-2     |
| 3.  | 1954 | Torneo Internazionale di Norimberga, Norimberga | ?           | Stefan I. Laszlo     | 6-3, 6-1, 6-3            |
| 4.  | 1955 | Torneo Internazionale di Pedavena, Pedavena     | Terra rossa | Tony Mottram         | 0-6, 6-4, 6-3, 7-5       |
| 5.  | 1956 | Internazionali dell'Uruguay, Montevideo         | Terra rossa | Sven Davidson        | 2-6, 6-3, 9-7            |
| 6.  | 1957 | Campionato partenopeo, Napoli                   | Terra rossa | Luis Ayala           | 4-6, 6-4, 7-5, 3-6, 6-3  |
| 7.  | 1957 | Torneo internazionale di Viareggio, Viareggio   | Terra rossa | Nicola Pietrangeli   | 5-7, 6-1, 6-1, 3-6, 6-2  |
| 8.  | 1958 | Internazionali di Grecia, Atene                 | Terra rossa | Sven Davidson        | 4-6, 6-4, 6-1, 6-8, 8-6  |
| 9.  | 1958 | Internazionali di Baviera, Monaco di Baviera    | Terra rossa | Luis Ayala           | 3-6, 7-5, 1-6, 11-9, 6-4 |

#### Finali perse (16)
| No. | Anno | Torneo                                             | Superficie  | Avversario in finale | Punteggio                 |
| 1.  | 1953 | Torneo Internazionale di Mentone, Mentone          | Terra rossa | Bernard Bartzen      | 6-2, 7-5, 6-2             |
| 2.  | 1954 | Torneo Internazionale di Lione, Lione              | Indoor      | Bernard Destremau    | 6-2, 7-5, 6-1             |
| 3.  | 1954 | Torneo Internazionale di Le Touquet, Le Touquet    | Indoor      | Budge Patty          | 6-3, 6-4                  |
| 4.  | 1954 | Torneo internazionale di Istanbul, Istanbul        | Terra rossa | Wladyslaw Skonecki   | 1-6, 4-6, 6-2, 6-3, 6-0   |
| 5.  | 1954 | Coppa Albert Canet, Parigi                         | Indoor      | Budge Patty          | 6-4, 9-7, 6-4             |
| 6.  | 1954 | Swiss Indoors, Ginevra                             | Indoor      | Budge Patty          | 1-6, 6-3, 10-12, 6-1, 7-5 |
| 7.  | 1955 | Torneo di Wiesbaden, Wiesbaden                     | Terra rossa | Nicola Pietrangeli   | 6-1, 4-6, 6-3, 8-6        |
| 8.  | 1955 | Internazionali di Germania al coperto, Colonia     | Indoor      | Giuseppe Merlo       | 1-6, 4-6, 6-3, 1-6, 6-3   |
| 9.  | 1956 | Internazionali di Germania al coperto, Colonia (2) | Indoor      | Torsten Johansson    | 6-1, 6-2, 6-3             |
| 10. | 1956 | Internazionali di Germania, Amburgo                | Terra rossa | Lew Hoad             | 6-2, 5-7, 6-4, 6-3        |
| 11. | 1957 | Torneo di Messina, Messina                         | Terra rossa | Giuseppe Merlo       | 6-1, 7-5, 4-6, 0-6, 6-3   |
| 12. | 1959 | Torneo di Ortisei, Ortisei                         | Terra rossa | Mike Davies          | 4-6, 7-9, 6-3, 7-5, 6-2   |
| 13. | 1960 | Internazionali del Cile, Santiago del Cile         | Terra rossa | Luis Ayala           | 7-5, 4-6, 6-1             |
| 14. | 1960 | Torneo di Cannes, Cannes                           | Terra rossa | István Gulyás        | 1-6, 6-2, 6-4, 6-2        |
| 15. | 1960 | Torneo internazionale di Viareggio, Viareggio      | Terra rossa | Giuseppe Merlo       | 6-4, 6-3, 6-1             |
| 16. | 1962 | Torneo internazionale di Viareggio, Viareggio      | Terra rossa | Roy Emerson          | 8-6, 7-5, 6-2             |

### Doppio

#### Vittorie (9)
| No. | Anno | Torneo                                            | Superficie  | Compagno           | Avversari in finale           | Punteggio                      |
| 1.  | 1955 | Torneo Internazionale di Messina, Messina (1)     | Terra rossa | Nicola Pietrangeli | Fausto Gardini Antonio Maggi  | 0-6, 6-3, 6-2, 6-4             |
| 2.  | 1958 | Campionati Internazionali di Sicilia, Palermo     | Terra rossa | Nicola Pietrangeli | Mervyn Rose Warren Woodcock   | 7-5, 3-6, 7-5, 7-5             |
| 3.  | 1958 | Campionato partenopeo, Napoli                     | Terra rossa | Nicola Pietrangeli | Mervyn Rose Warren Woodcock   | 4-6, 6-3, 6-4, 6-1             |
| 4.  | 1959 | Internazionali di Francia, Parigi                 | Terra rossa | Nicola Pietrangeli | Roy Emerson Neale Fraser      | 6-3, 6-2, 14-12                |
| 5.  | 1960 | Campionati Internazionali di Sicilia, Palermo (2) | Terra rossa | Nicola Pietrangeli | Robert Howe Abe Segal         | 10-8, 4-6, 6-3, 7-5            |
| 6.  | 1960 | Internazionali d'Italia, Roma                     | Terra rossa | Nicola Pietrangeli | Roy Emerson Neale Fraser      | 3-6, 7-5, 2-6, 11-11 (sospesa) |
| 7.  | 1960 | Torneo Internazionale di Messina, Messina (2)     | Terra rossa | Nicola Pietrangeli | Michele Pirro Sergio Jacobini | ?                              |
| 8.  | 1960 | Victorian Championships, Melbourne                | Erba        | Nicola Pietrangeli | Roy Emerson Neale Fraser      | 6-2, 6-4, 4-6, 6-4             |
| 9.  | 1962 | Coppa Porro Lambertenghi, Lesa                    | Terra rossa | Nicola Pietrangeli | Miguel Olvera William Álvarez | 6-4, 6-3, 6-2                  |

#### Finali perse (16)
| No. | Anno | Torneo                                            | Superficie  | Compagno           | Avversari in finale         | Punteggio                  |
| 1.  | 1955 | Campionato partenopeo, Napoli                     | Terra rossa | Nicola Pietrangeli | Arthur Larsen Hugh Stewart  | 2-6, 10-8, 3-6, 6-3, 6-2   |
| 2.  | 1955 | Internazionali d'Italia, Roma                     | Terra rossa | Nicola Pietrangeli | Arthur Larsen Enrique Morea | 6-1, 6-4, 4-6, 7-5         |
| 3.  | 1955 | Internazionali di Francia, Parigi                 | Terra rossa | Nicola Pietrangeli | Vic Seixas Tony Trabert     | 6-1, 4-6, 6-2, 6-4         |
| 4.  | 1956 | Campionati Internazionali di Sicilia, Palermo     | Terra rossa | Nicola Pietrangeli | Hugh Stewart Abe Segal      | 6-3, 0-6, 11-9             |
| 5.  | 1956 | Internazionali d'Italia, Roma (2)                 | Terra rossa | Nicola Pietrangeli | Jaroslav Drobný Lew Hoad    | 11-9, 6-2, 6-3             |
| 6.  | 1956 | Torneo di Wimbledon, Londra                       | Erba        | Nicola Pietrangeli | Lew Hoad Ken Rosewall       | 7-5, 6-2, 6-1              |
| 7.  | 1956 | Torneo internazionale di Viareggio, Viareggio     | Terra rossa | Nicola Pietrangeli | Luis Ayala Kurt Nielsen     | 4-6, 4-6, 6-4, 6-1, 9-7    |
| 8.  | 1956 | Torneo di Ortisei, Ortisei                        | Terra rossa | Nicola Pietrangeli | Luis Ayala Kurt Nielsen     | 1-6, 6-3, 6-2, 6-2         |
| 9.  | 1957 | Internazionali d'Italia, Roma (3)                 | Terra rossa | Nicola Pietrangeli | Lew Hoad Neale Fraser       | 6-1, 6-8, 6-0, 6-2         |
| 10. | 1957 | Internazionali di Germania, Amburgo               | Terra rossa | Nicola Pietrangeli | Don Candy Mervyn Rose       | 10–8, 6–3, 6–3             |
| 11. | 1959 | Campionati Internazionali di Sicilia, Palermo (2) | Terra rossa | Nicola Pietrangeli | Roy Emerson Neale Fraser    | 6-3, 0-6, 11-9, 6-2        |
| 12. | 1959 | Campionato partenopeo, Napoli (2)                 | Terra rossa | Nicola Pietrangeli | Neale Fraser Roy Emerson    | 11-13, 3-6, 10-8, 6-1, 6-1 |
| 13. | 1959 | Internazionali d'Italia, Roma (4)                 | Terra rossa | Nicola Pietrangeli | Neale Fraser Roy Emerson    | 8-6, 6-4, 6-4              |
| 14. | 1961 | Campionato partenopeo, Napoli (3)                 | Terra rossa | Nicola Pietrangeli | Neale Fraser Roy Emerson    | 6-3, 6-4, 6-0              |
| 15. | 1961 | Internazionali d'Italia, Torino (5)               | Terra rossa | Nicola Pietrangeli | Neale Fraser Roy Emerson    | 6-2, 6-4, 11-9             |
| 16. | 1963 | Internazionali d'Italia, Roma (6)                 | Terra rossa | Nicola Pietrangeli | Bob Hewitt Neale Fraser     | 6-3, 6-3, 6-1              |

### Doppio misto[25]

#### Vittorie (7)
| No. | Anno | Torneo                                           | Superficie  | Compagna        | Avversari in finale               | Punteggio     |
| 1.  | 1954 | Campionati Internazionali della Riviera, Mentone | Terra rossa | Nicla Migliori  | Shirley Bloomer Gerry Oakley      | 6-3, 6-4      |
| 2.  | 1954 | Torneo Internazionale di Genova, Genova          | Terra rossa | Elaine Watson   | Patricia Ward Fausto Gardini      | 2-6, 6-3, 6-4 |
| 3.  | 1954 | Torneo Internazionale di Milano, Milano          | Terra rossa | Nicla Migliori  | Silvana Lazzarino Giorgio Fachini | 6-4, 4-6, 6-2 |
| 4.  | 1956 | Campionati Internazionali di Sicilia, Palermo    | Terra rossa | Althea Gibson   | Thelma Long Bitti Bergamo         | 4-6, 3-6, 6-1 |
| 5.  | 1956 | Campionato partenopeo, Napoli                    | Terra rossa | Althea Gibson   | Thelma Long Luis Ayala            | 4-6, 9-7, 7-5 |
| 6.  | 1956 | Torneo Internazionale di Genova, Genova (2)      | Terra rossa | Althea Gibson   | Thelma Long Luis Ayala            | 6-4, 1-2 rit. |
| 7.  | 1959 | Campionato partenopeo, Napoli (2)                | Terra rossa | Renee Schuurman | Yola Ramírez Trevor Facutt        | 6-2, 6-1      |

#### Finali perse (5)
| No. | Anno | Torneo                                          | Superficie  | Compagno        | Avversari in finale            | Punteggio |
| 1.  | 1955 | Campionato partenopeo, Napoli                   | Terra rossa | Nicla Migliori  | Totta Zehden Giorgio Fachini   | 7-5, 6-1  |
| 2.  | 1957 | Internazionali di Germania, Amburgo             | Terra rossa | Renée Schuurman | Edda Buding Mervyn Rose        | 6-4, 6-0  |
| 3.  | 1957 | Torneo di Baden Baden, Baden Baden              | Terra rossa | Edda Buding     | Rosie Reyes Don Candy          | 7-5, 6-3  |
| 4.  | 1958 | Internazionali del Nuovo Galles del Sud, Sydney | Erba        | Thelma Long     | Sandra Reynolds Price Bob Mark | 6-4, 7-5  |
| 5.  | 1959 | Campionati Internazionali di Sicilia, Palermo   | Terra rossa | Renee Schuurman | Yola Ramírez Trevor Fancutt    | 6-4, 6-3  |